# ويليام س. ديكسون
ويليام س. ديكسون (بالإنجليزية: William C. Dixon)‏ هو قاضي ومحامي أمريكي، ولد في 1 يوليو 1904 في دكستر في الولايات المتحدة، وتوفي في 10 يناير 1997 في سان دييغو في الولايات المتحدة.